# Neftali Feliz
Neftali Feliz Antonio (* 2. Mai 1988 in Azua de Compostela, Azua, Dominikanische Republik) ist ein dominikanischer Baseballspieler in der Major League. Derzeit spielt er bei den Milwaukee Brewers als Closer.

## Karriere
Feliz wurde 2005 als Free Agent von den Atlanta Braves unter Vertrag genommen. Im Juli 2007 wurde er zusammen mit anderen Spielern zu den Texas Rangers transferiert und spielte zunächst in den Minor Leagues. Am 2. August 2009 wurde er zum ersten Mal ins Team der Rangers berufen und gab am nächsten Tag als Relief Pitcher mit zwei Innings und vier Strikeouts sein Debüt in der MLB. Kurz nach Beginn der Saison 2010 machten die Rangers ihn zum Closer. Bereits in seinem ersten vollen Jahr in der MLB wurde er in das All-Star-Team der American League berufen, kam dort aber nicht zum Einsatz. Feliz konnte in der regulären Saison 40 Saves erreichten – mehr als jeder andere Rookie zuvor. Vorheriger Rekordhalter war Kazuhiro Sasaki von den  Seattle Mariners, der in der Saison 2000 37 Saves als Rookie verbuchen konnte. In der Postseason 2010 sicherte er mit drei Outs in Spiel 6 der Championship Series gegen die New York Yankees den erstmaligen Einzug der Rangers in die World Series. In deren Spiel 3 gegen die San Francisco Giants sicherte er einen 4:2-Sieg der Rangers und war damit der zweitjüngste Spieler, der in einer World Series einen Save erzielten konnte. Für seine Leistungen während der Saison wurde er als Rookie of the Year der American League ausgezeichnet.
Nachdem er 2015 zu den Detroit Tigers getradet wurde, schloss er sich zur Saison 2016 den Pittsburgh Pirates an. Am 19. Januar 2017 unterschrieb er einen Ein-Jahres-Vertrag bei den Milwaukee Brewers.

## Privatleben
Feliz ist seit Dezember mit Karina Gomez verheiratet.